# Санта Флавия
Са̀нта Фла̀вия (на италиански и на сицилиански Santa Flavia, до 1880 г. Solanto, Соланто) е град и община в Южна Италия, провинция Палермо, автономен регион и остров Сицилия. Разположен е на 55 m надморска височина. Населението на общината е 11 029 души (към 2012 г.).